# Fort de Kertch
Le fort de Kertch, en russe : Керченська фортеця, aussi appelé fort Totleben est une construction défendant le détroit de Kertch.

## Historique
Les premières implantation de canons datent de 1771. Lors de la Guerre de Crimée un débarquement français eu lieu le 12 mai 1855, pour bloquer le détroit et la batterie Pavlovska fut sabotée par les russes. Avec la nomination d'Édouard Totleben comme directeur des services du génie, une nouvelle fortification est commencée. Après sa nomination comme directeur général du Comité pour la surveillance des forteresses de la Baltique et de la mer Noire en 1859, Hermann von Paucker y fait construire une batterie terrestre. En 1861 le tzar Alexandre visitait le chantier et en 1867 le fort était opérationnel.

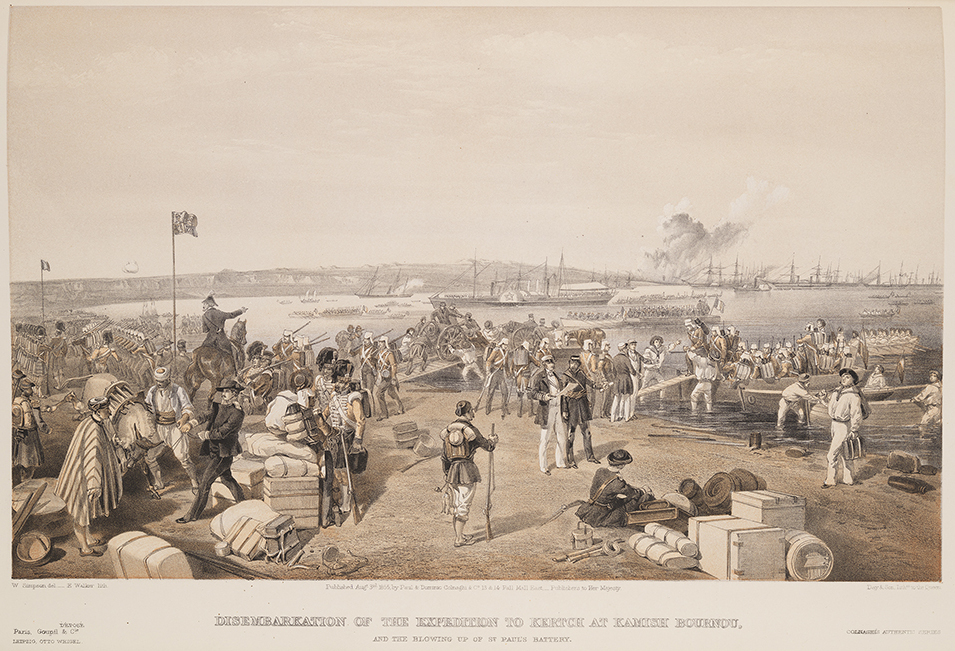
Débarquement anglo-français du cap Bournou.
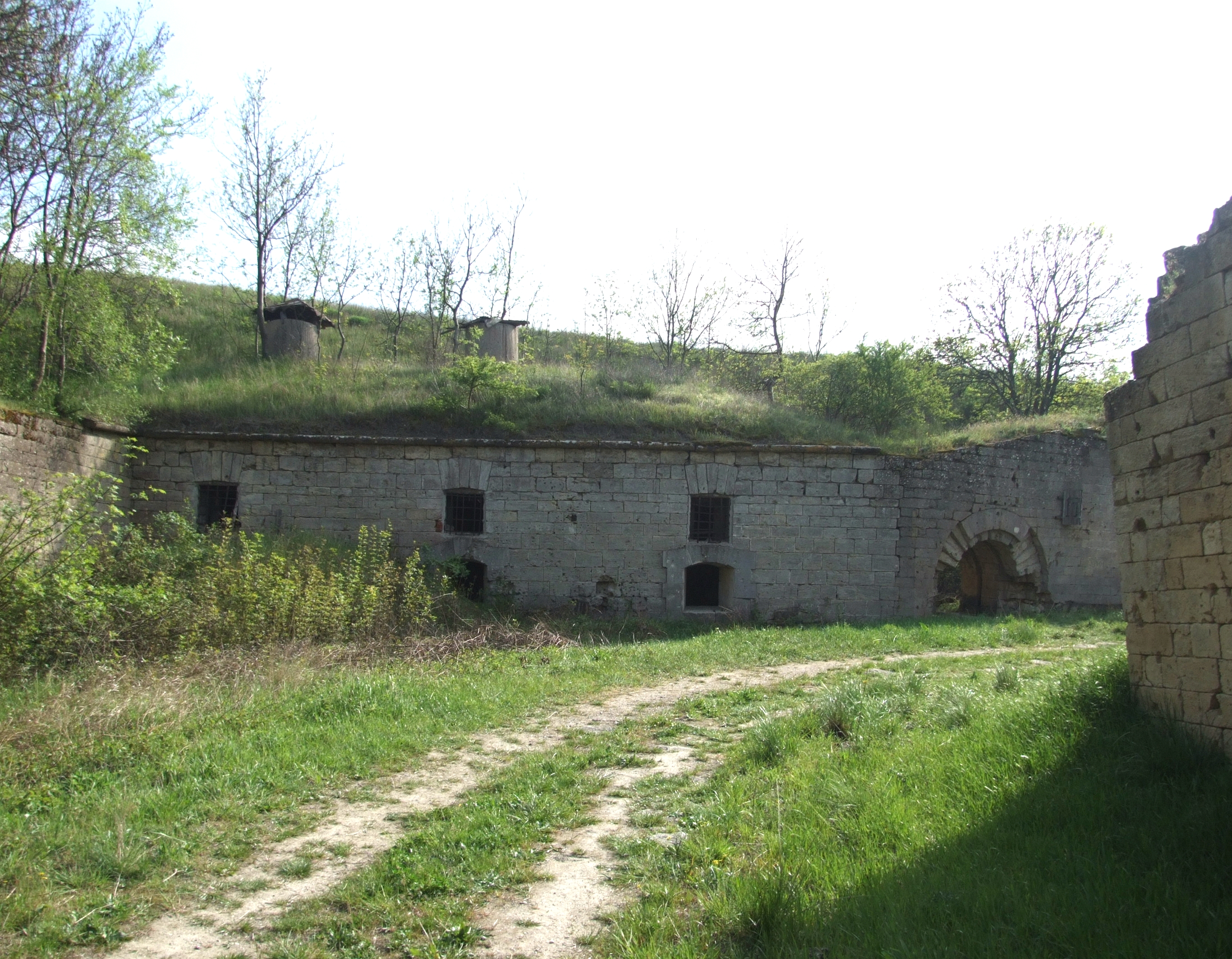
L'intérieur du fort,
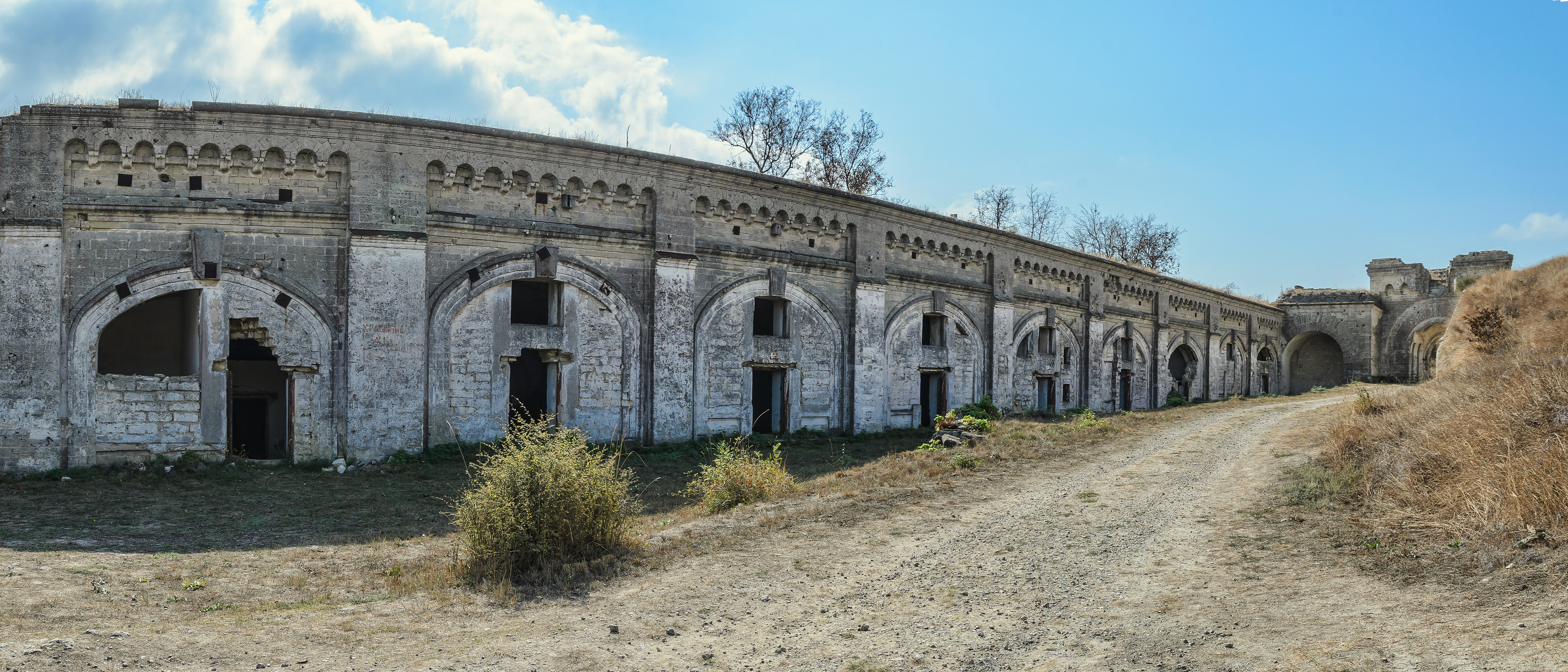
et constructions,
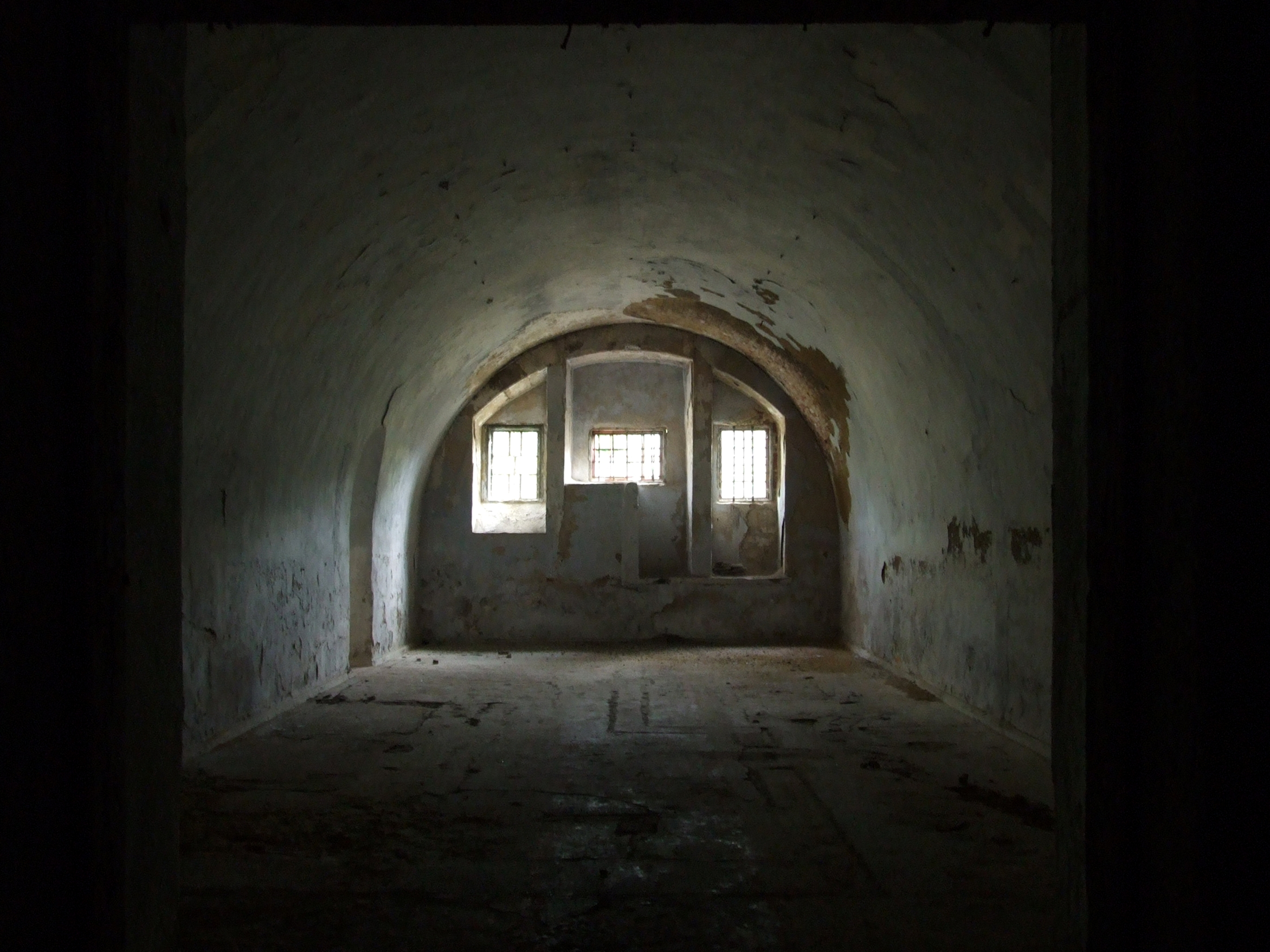
et cantonnement.
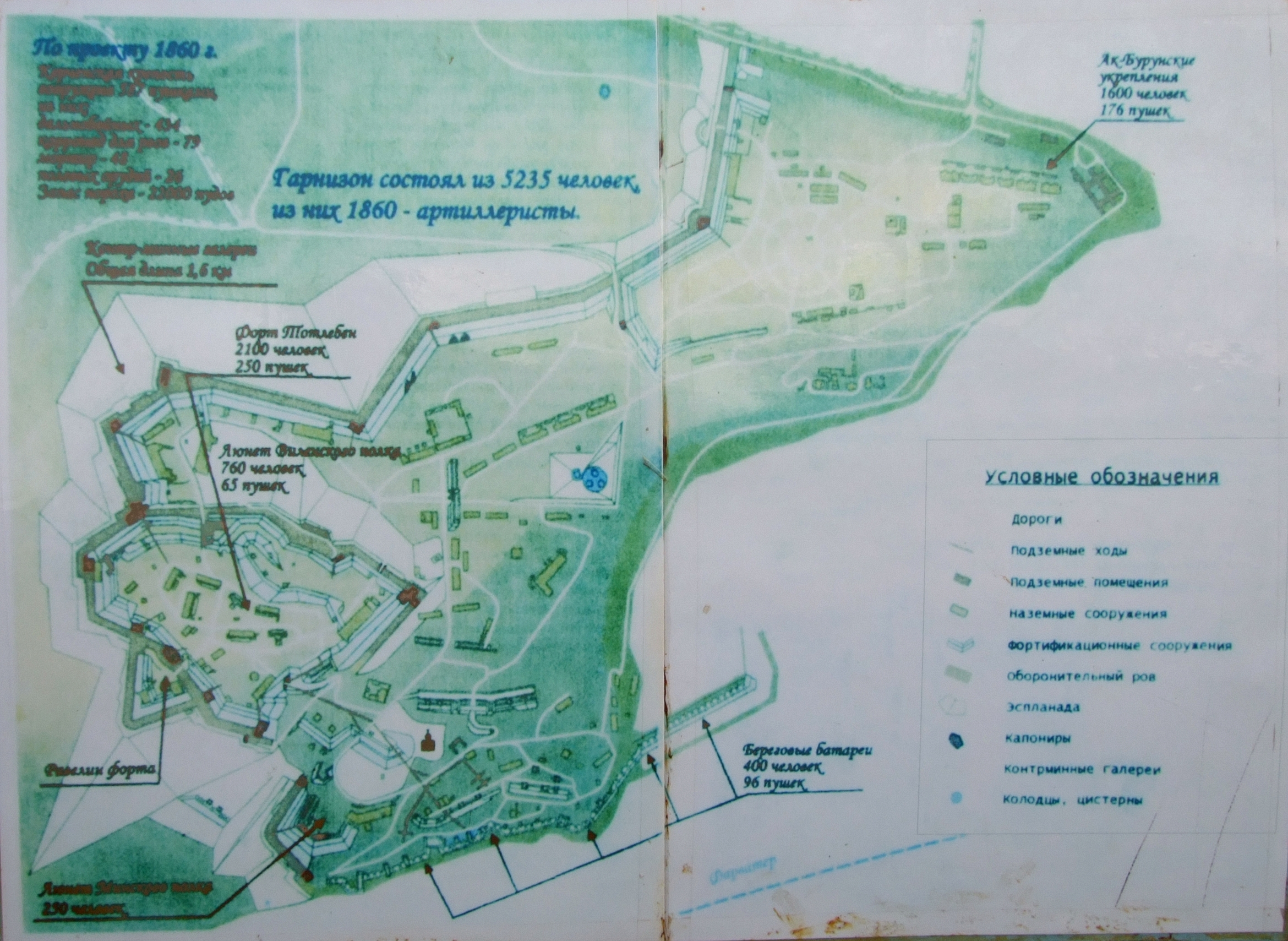
Sur plan.
Point de vue.
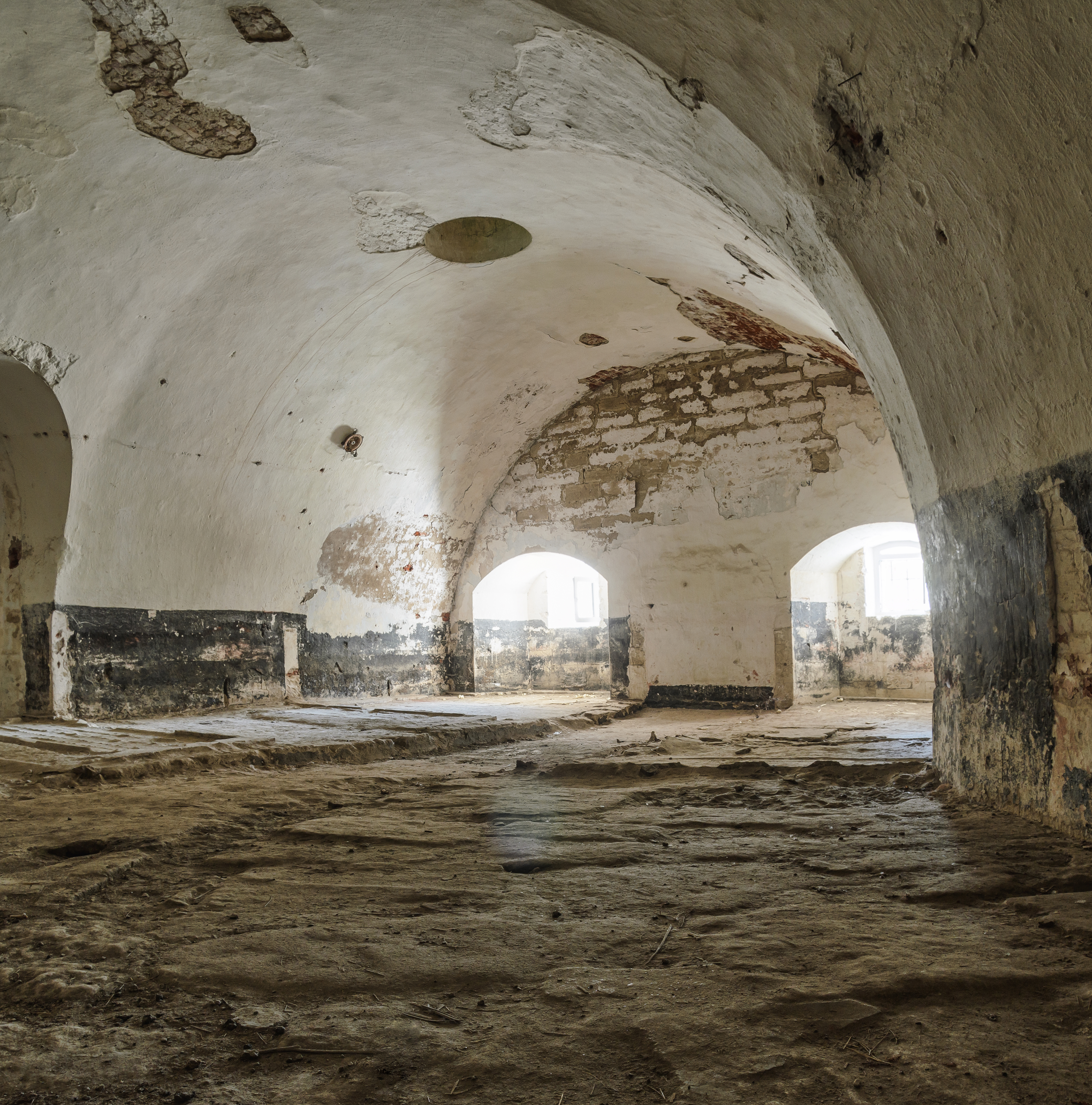
Caponniere.
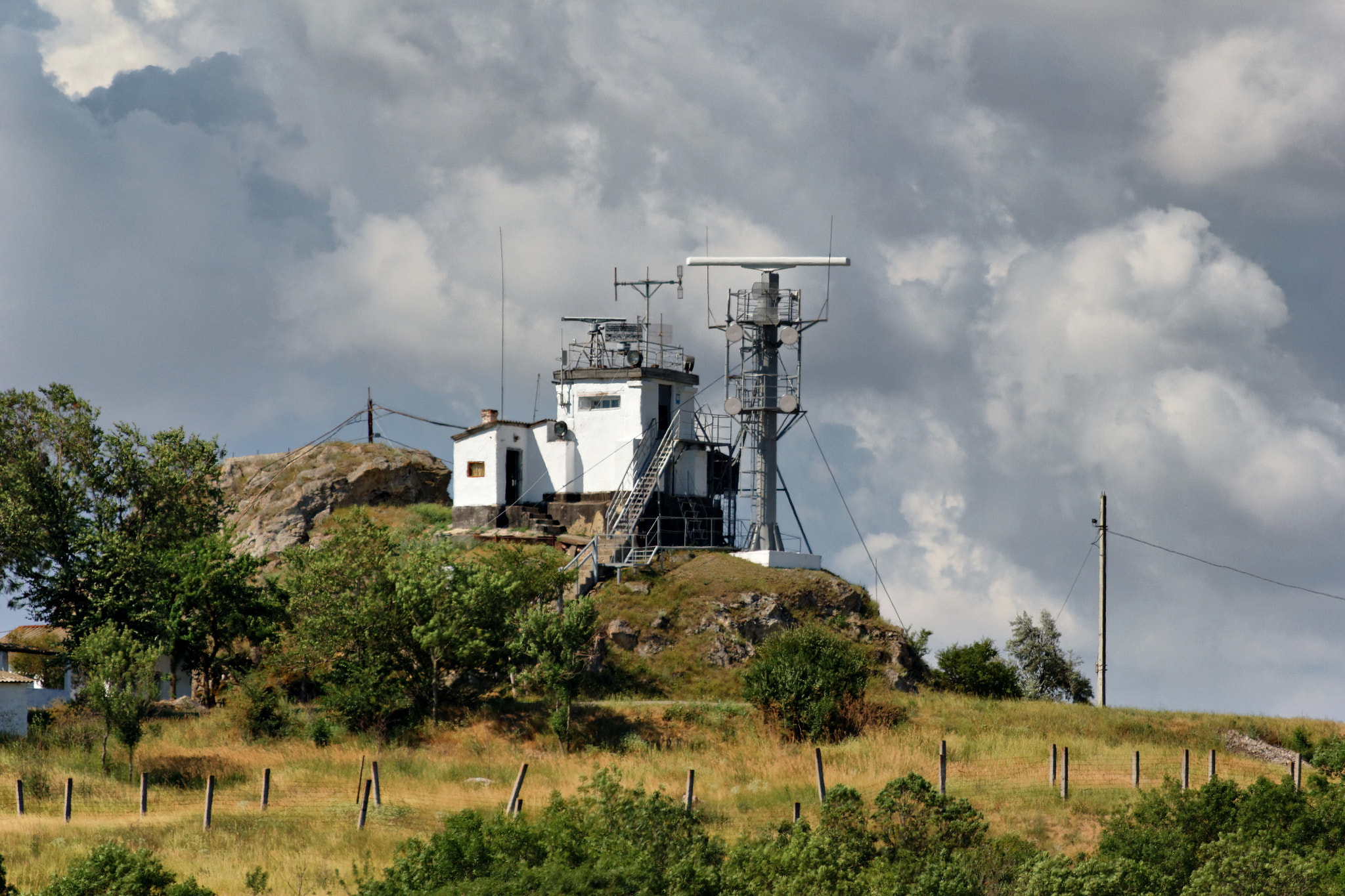
Installations actuelles.